# Roel Paulissen
Roel Paulissen (né le 27 avril 1976 à Hasselt) est un coureur cycliste belge. Spécialiste du cross-country et du marathon en VTT, il a remporté le championnat du monde de cette discipline en 2008 et 2009. Il était membre de l'équipe Jong Vlaanderen-Bauknecht. 
En juin 2010, il est contrôlé positif à deux reprises au clomiphène, un produit ayant des effets similaires à la testostérone. Il est de cet fait immédiatement licencié de son équipe, Cannondale, et met fin à sa carrière,.

## Palmarès en VTT

### Championnats du monde
- 1998
  -  Médaillé de bronze du championnat du monde de cross-country espoirs
- 2003
  -  Médaillé de bronze du championnat du monde de cross-country
- 2006
  -  Médaillé de bronze du championnat du monde de VTT-Marathon
- 2007
  -  Médaillé d'argent du championnat du monde de VTT-Marathon
- 2008
  -  Champion du monde de VTT-Marathon
- 2009
  -  Champion du monde de VTT-Marathon

### Championnats d'Europe
- 2000
  -  Médaillé de bronze du championnat d'Europe de cross-country
- 2002
  -  Médaillé de bronze du championnat d'Europe de cross-country

### Coupe du monde
- Coupe du monde de cross-country
  - 2003 : vainqueur d'une manche (Grouse Mountain)
  - 2004 : 2e du classement final, vainqueur de deux manches (Houffalize et Livigno)
- Coupe du monde de VTT-Marathon
  - 2005 : vainqueur d'une manche (Roc d'Azur à Fréjus)

### Championnats nationaux
- Champion de Belgique de cross-country en 1999, 2000, 2002, 2003, 2008 et 2009
- Champion de Belgique de cross-country marathon en 2006, 2007 et 2017
- Champion de Belgique de descente en 2007
- Champion de Belgique de 4-cross en 2007